# Wesley Harms
Wesley Harms (ur. 11 czerwca 1984 roku) – holenderski darter.
Harms wygrał the BDO International Open w 2011 roku pokonując w finale Stephena Buntinga.
Zaliczany jest do najwyższych zawodników, przed grą nosi specjalne rękawice, których zadaniem jest rozgrzanie zimnych rąk gracza.
Z zawodu jest elektrykiem, przez co używa pseudonimu Sparky.
Dwukrotnie doszedł do półfinałów MŚ BDO:
- 2012: Półfinał: (porażka z Tonym O’Sheą 5-6)
- 2013: Półfinał: (porażka z Tonym O’Sheą 4-6)